# Mamluker
För andra betydelser se Mameluckerna

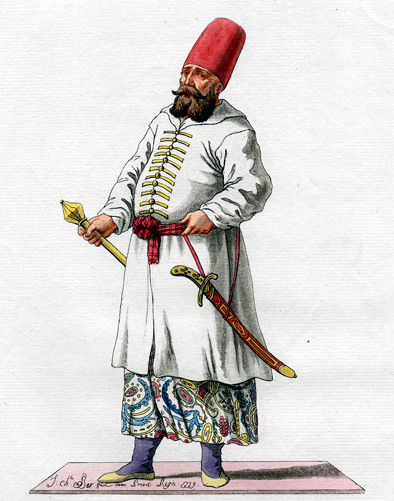
Mamluk (1779)

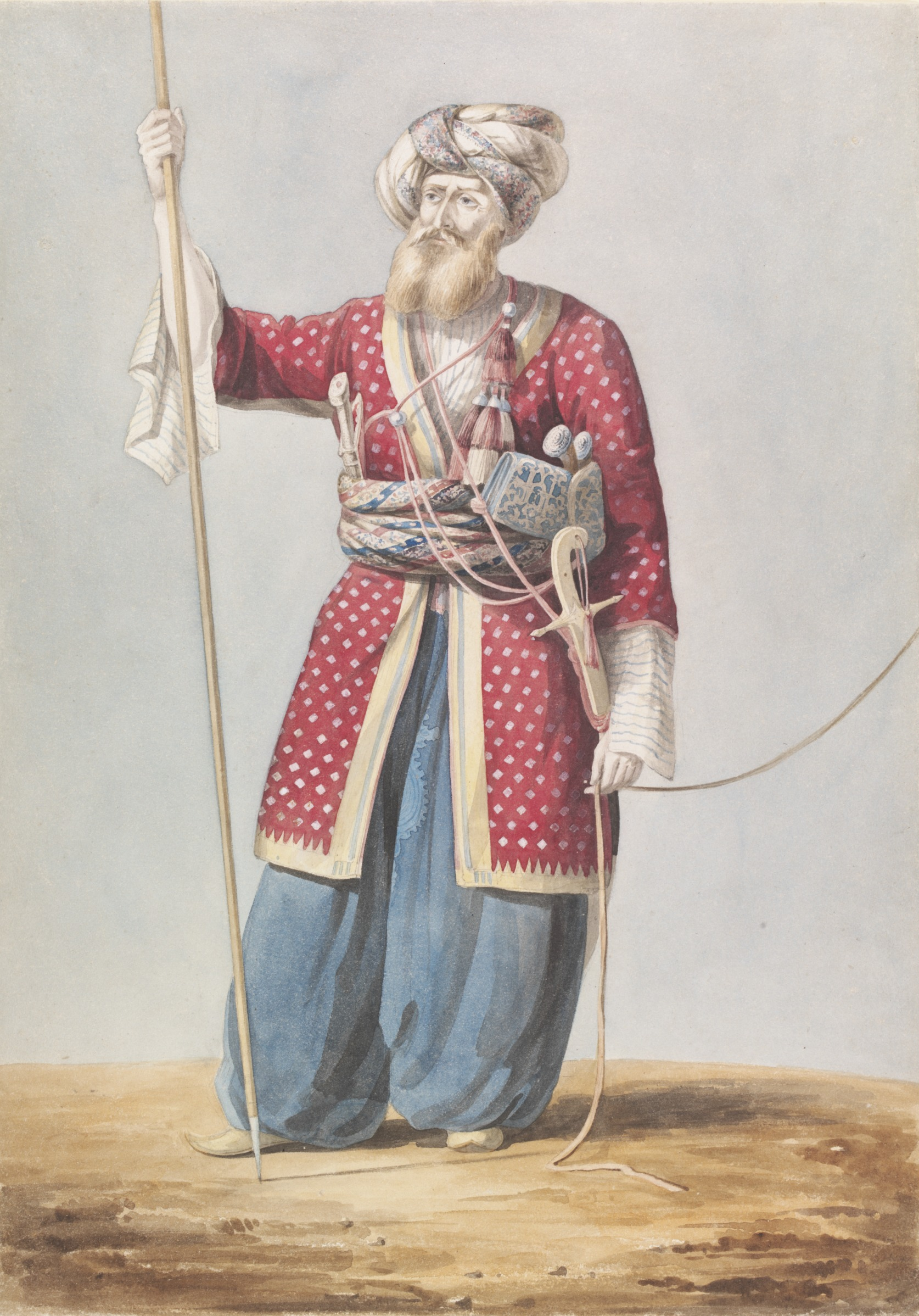
Mamluk (1820)

Mamluker (arabiska "ägd"), tidigare ghilman, singular ghulam ("pojke"), var slavsoldater som användes av de muslimska kaliferna och andra islamiska härskare i Orienten. Mamluker tillskansade sig makten själva vid mer än ett tillfälle. Så skedde till exempel i Egypten i mitten av 1200-talet då en av slavar bestående livvakt åt sultanen grep makten i landet och bildade mamluksultanatet i Egypten vilket existerade ända fram till osmanernas erövring 1517, samt även i Delhisultanatet på 1200-talet (se vidare mamlukdynastin i Delhi).

## Bakgrund
Islamiska härskare rekryterade till stor del slavar till sin armé, vilket var ett sätt att lösa lojalitetsproblemet inom furstens välde. Furstarna var alltid tvungna att hävda sin ställning och de enda som de ansåg sig kunna lita på var slavar varmed menades främlingar utan familjeband som personligen var knutna till fursten genom att de ägdes av honom. I Europa under medeltiden löste man lojalitetsproblemet genom feodalismens trohetsförhållande mellan länsherre och vasall, medan man i Orienten löste detta genom förhållandet ägare – slav.

## Rekrytering
Då den islamiska rätten förbjöd att den som var född muslim gjordes till slav var man tvungen att erhålla slavar från ännu icke-islamiska områden som Sydryssland och Kaukasus. Slavhandeln sköttes nästan uteslutande av venetianska köpmän och så småningom på 1300-talet av genuesarna vilkas koloni Kaffa på Krim blev en av de största slavmarknaderna i Orienten. Dessa slavar utbildades till soldater och kallades mamluker (ordagrant ägd). Många av dessa steg i graderna och innehade höga ämbeten både i armén och förvaltningen och försörjdes med inkomsterna från förläningar.